# Oculista
Un oculista (sinonimo di oftalmologo e di oftalmoiatra) è un medico che ha conseguito il titolo di specialista in oftalmologia.

## Attività
L'oculista si occupa della prevenzione, della diagnosi e della terapia, sia medica che chirurgica, delle malattie del sistema visivo, dell'occhio e dei suoi annessi, della correzione dei vizi refrattivi, dello strabismo e motilità oculare, del glaucoma, delle malattie neurologiche che colpiscono la vista (neuro-oftalmologia) e di qualsiasi altro disturbo che colpisce la vista. La disciplina di competenza è nota come clinica oculistica o, più appropriatamente, oftalmologia.
L'oculista, in quanto medico specializzato, è l'unico professionista che è abilitato, in ambito oculistico, ad eseguire la profilassi e la diagnosi delle malattie, redigere il referto medico per gli esami oculistici e la prescrizione su apposita ricetta medica oculistica delle lenti per gli occhiali, delle lenti a contatto, di colliri, della riabilitazione visiva o di altri medicinali, così come ad effettuare gli interventi chirurgici sia sul bulbo oculare che sui suoi annessi (muscoli per strabismo, palpebre ecc.). Solitamente lavora a stretto contatto con gli ortottisti ed assistenti di oftalmologia.

## Nel mondo

### Italia
In Italia il titolo di oculista è riservato al laureato in medicina e chirurgia che successivamente sceglie la specializzazione in oftalmologia. Sia al corso di laurea in medicina e chirurgia sia al corso di specializzazione in oftalmologia si accede tramite test di selezione a livello nazionale estremamente competitivi ed a numero chiuso. La durata totale del percorso formativo accademico di ogni specialista è di dieci o undici anni, a seconda della normativa in vigore.
Dopo il conseguimento del titolo accademico, l'oculista può decidere tra attività libero professionale, attività in reparti oculistici di cliniche convenzionate con il Servizio Sanitario Nazionale (ospedali convenzionati) oppure in reparti oculistici pubblici (ospedali pubblici). 
Sebbene non vi sia un riconoscimento legale della "sottospecializzazione", come avviene in alcuni paesi esteri, tuttavia, anche in Italia l'oculista, pur ricevendo sempre un training in tutto lo spettro dell'oftalmologia, spesso decide di occuparsi prevalentemente di una particolare branca dell'oftalmologia, anche considerando il gran numero di patologie del sistema visivo: strabismo, oftalmologia pediatrica, uveiti, neuro-oftalmologia, chirurgia palpebrale, malattie delle ghiandole lacrimale, della retina, della superficie oculare ed altre ancora.
La maggior parte degli oculisti in Italia è membro della Società Oftalmologica Italiana (SOI), organismo scientifico ed ente morale dal 1879. Nel 2010 è stata costituita l'Associazione Italiana Medici Oculisti (AIMO), che riunisce oculisti e medici specializzandi in oftalmologia che esercitano la professione in Italia.